# Historia de la viruela en Chile
La viruela fue una enfermedad infecciosa grave, contagiosa y con un alto riesgo de muerte, causada por el virus Variola virus. El primer registro de aparición de viruela en Chile es de 1554 y, hasta 1923, se presentó numerosas veces en el país en forma epidémica, provocando altas tasas de mortalidad en la población.

## Brotes

### 1554-1556
Si bien parece haber habido brotes epidémicos de "peste" en 1554 y 1556, es dudoso que hayan correspondido a viruela.

### 1561
Se reconoce la epidemia de viruela de este año, como la primera en llegar a Chile. Fue llevada por la expedición de Francisco Villagra a Coquimbo desde Perú, causando gran mortalidad entre los "indios de paz y guerra". Esta viruela mató casi a la cuarta parte de la población aborigen.
Alonso de Góngora Marmolejo, soldado y cronista español, expresó ese mismo año que: 

"desembarcando se inficiono el aire de tal manera, que dio en los indios una enfermedad de viruelas, tan malas que murieron muchos de toda suerte, que fue una pestilencia muy dañosa y por ello decían los indios de guerra, que Villagra no pudiendo sustentarse contra ellos como hechicero, había traído aquella enfermedad para matarlos, de que cierto murieron muchos de los de guerra y de paz."

### 1789
Tras una gran epidemia de viruela en la ciudad de Concepción, las autoridades impusieron enérgicas medidas sanitarias. En un informe se expusieron con minuciosidad las maneras de prevenir la enfermedad. Entre ellas destaca la fumigación general de la ciudad, baños de medio cuerpo con agua temperada y el uso del vinagre para limpiar.
Durante este brote, en Concepción -que vivió la disminución del 20% de su población-, las autoridades se organizaron para mantener a los enfermos en cuarentena. Posteriormente, se dispuso hospitales alejados de la urbe para inocular a quienes querían hacerlo.

### 1805
Luego de que llegara una nueva epidemia a Santiago, se organiza la primera vacunación antivariólica en Chile que se hizo con un fluido enviado por tierra por el Virrey del Plata. Todo esto fue posible gracias a Edward Jenner que en 1798 descubrió la vacuna contra la viruela.

### 1904-1906
Este brote de viruela terminó con la vida de más de 14 000 chilenos. Para 1905, en que el brote de viruela afectó fuerte en el verano, en mucho se dependía del apoyo e iniciativas de entidades privadas o instituciones preocupadas del bien común. En un escrito del 27 de julio de 1935, Luis Alberto Agüero mencionaba que en la epidemia de viruela de 1905 los más afectados fueron los pobres. Faltaron recursos y acciones de las autoridades. Al principio, no se contaba con un Lazareto (recinto sanitario dedicado a la observación y tratamiento de desinfección de personas con una enfermedad contagiosa).
Los estudios médicos de la época y las memorias de la Junta Central de la Vacuna señalan los efectos positivos de la vacuna.

"preserva de la viruela en tal forma, que siendo la mortalidad superior a un setenta por ciento entre variolosos no vacunados, se reduce casi a cero, i muchas veces a cero por ciento cuando aquella epidemia ataca a personas vacunadas que por el lapso de tiempo han perdido la inmunidad de la primera vacunacion i no han sido revacunadas"
Memoria de la Junta Central de la Vacuna correspondiente a 1904, p. 6

### 1920-1923
Según las autoridades  y medios  de  la época  la  epidemia se  habría  originado  en los  campamentos  de  las oficinas salitreras de Iquique. Este caso resulta relevante principalmente por la época en que se desarrolla. Nos situamos en un Chile que comienza a atravesar cambios interesantes. Los trabajadores del país, y sus familias, quienes eran los más desprotegidos frente a la encarnación más cruda del capitalismo, además de algunos sectores de la élite y la emergente clase media comenzaron a demandar mayor participación política y la consecuente ampliación de sus derechos sociales. Uno de estos derechos era el de la protección social, es decir, asegurar la salud y el bienestar de cada persona.

### 1950-1959
En 1950 comenzó un nuevo brote de viruela que afectó principalmente a las provincias de Malleco, Concepción y Talca, por lo que una vez diagnosticados los primeros focos, se inició una campaña de vacunación masiva, donde se pudieron crear «hospitales de variolosos» en las ciudades más críticas, como una medida de aislamiento para controlar las infecciones, además de 10 mil vacunadores voluntarios, quienes vacunaron en los puntos críticos con altas concentraciones de personas, como fábricas, escuelas, regimientos, etc. Finalmente la enfermedad fue declarada erradicada en 1959 en todo el territorio nacional.